# Bilderuhr mit Alsterpanorama
Bilderuhr mit Alsterpanorama ist eine von einem unbekannten Künstler um 1830 vermutlich in Wien geschaffene Bilderuhr aus Ölfarbe auf Eisenblech mit dem Titel Kaffeegesellschaft an der Alster mit Blick über Lombardsbrücke auf die Stadt. Es ist eine 74 cm × 89 cm große Spieluhr mit beweglichem Alsterpanorama in der Sammlung des Museums für Hamburgische Geschichte.

## Beschreibung

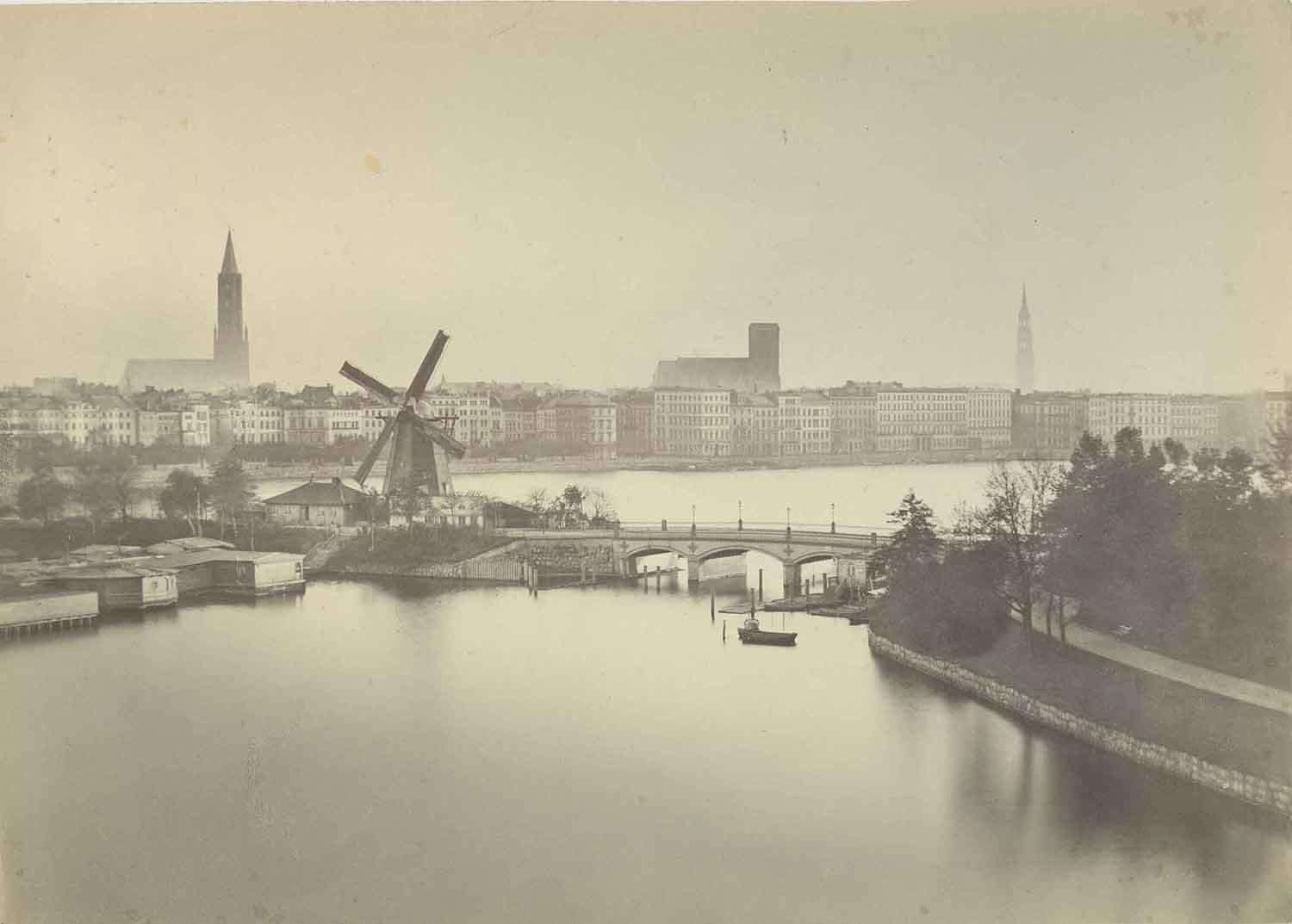
Binnenalster Stadtpanorama 1865

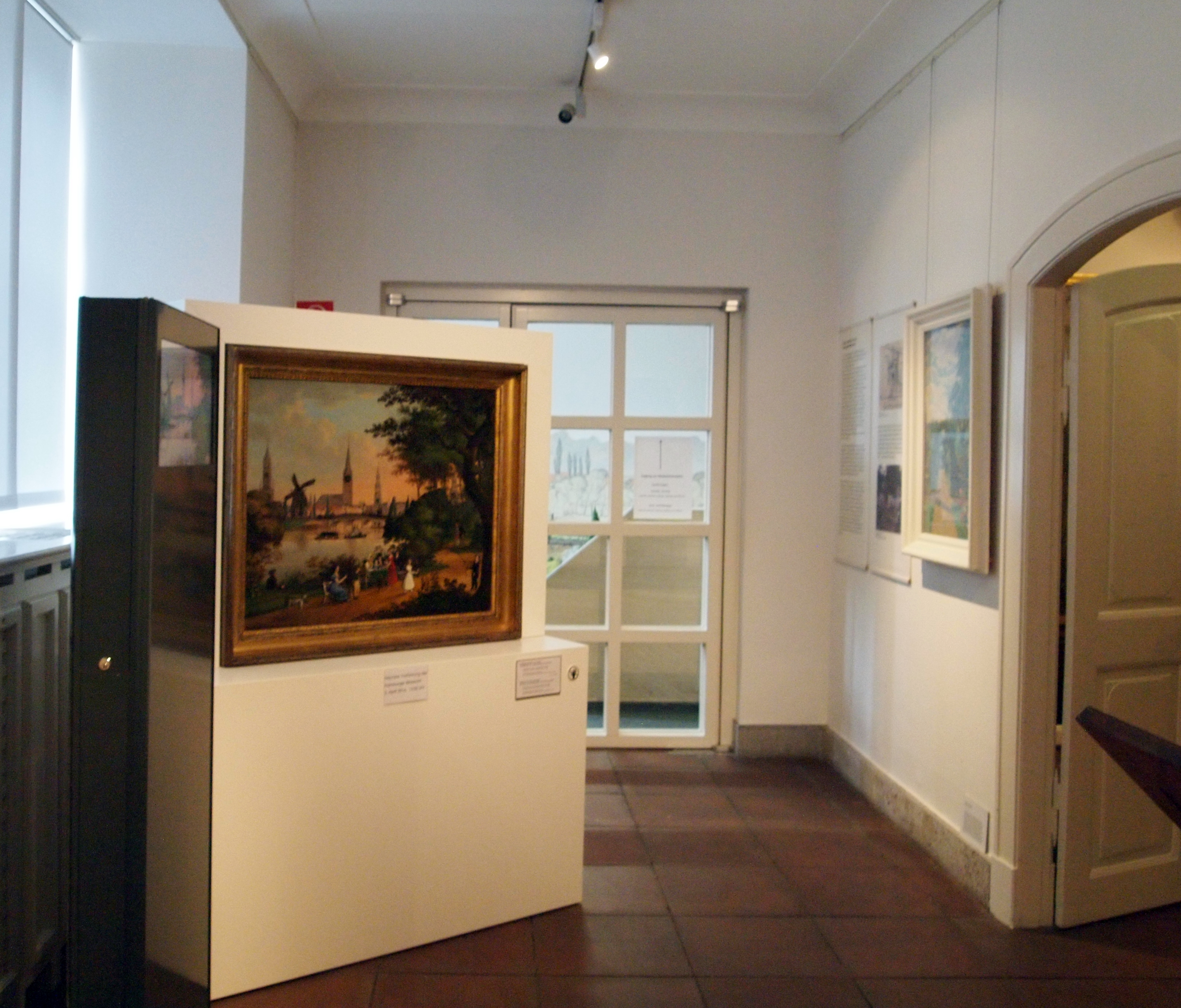
Hamburger Bilderuhr in der Ausstellung des Museums für Hamburgische Geschichte

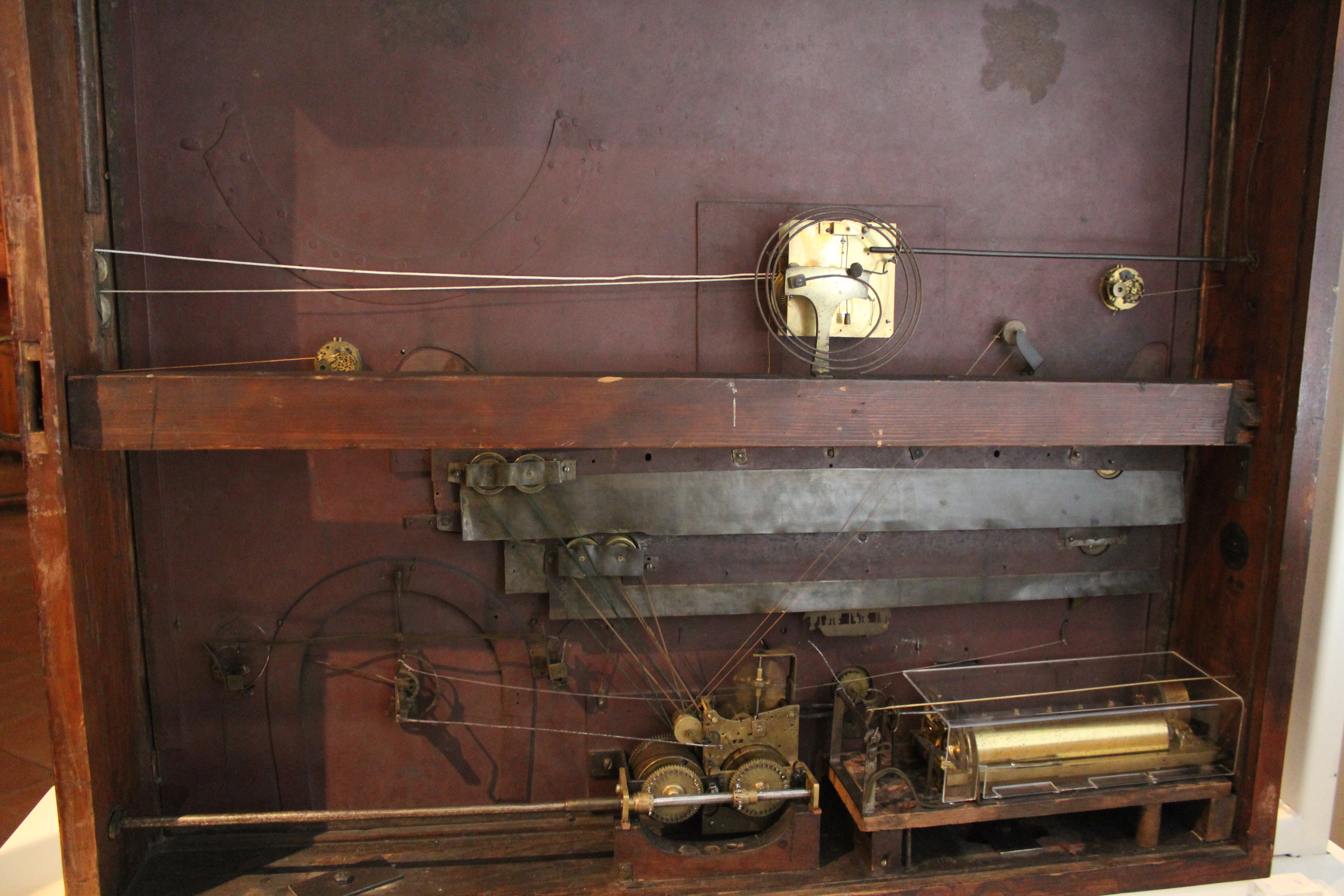
Rückseite

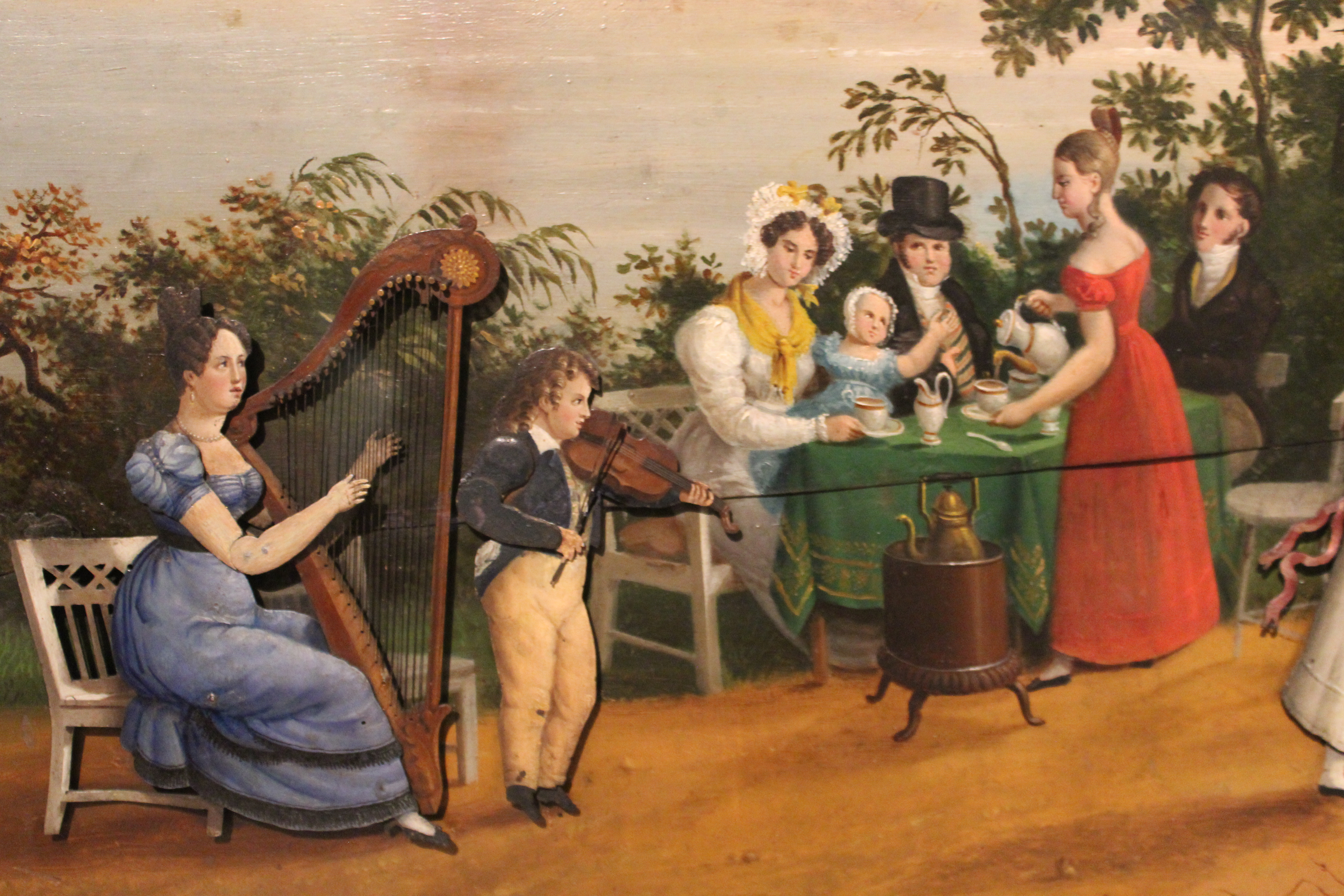
Detail

Das Biedermeierbild hält eine familiäre Szene an der Alster mit Blick auf die Stadt fest, wo heute die Straße Fontenay zum Ufer verläuft. Aufgrund der dargestellten Mode, des Kaffeeservice und der technischen Details der Spieluhr wird das Bild um 1830 datiert. Im Alstervorland im Park entlang des südwestlichen Ufers der Außenalster nahe der heutigen Straße Fontenay trinkt eine Gruppe Kaffee oder Tee. Kinder vergnügen sich beim Ballspiel, ein Violinist und eine Harfenistin spielen. Auch ein Hund ist dabei. Im Hintergrund ist die Lombardsbrücke zu sehen und das Stadtpanorama Hamburgs.
Von links nach rechts sind zu erkennen:
- Hauptkirche Sankt Jacobi
- eine Windmühle an der Alster (eine von fünf Windmühlen auf den Hamburger Wallanlagen im frühen 19. Jahrhundert)[1]
- das Werk- und Zuchthaus
- Hauptkirche Sankt Petri
- Hauptkirche Sankt Katharinen
- Ehemalige Hauptkirche St. Nikolai

Wird die komplexe Mechanik mit drei Uhrwerken ausgelöst gerät das Bild in Bewegung, die Figuren bewegen sich zu vier verschiedenen Melodien:
- die Mühlenflügel drehen sich
- das Boot fährt über die Außenalster
- ein Fuhrwerk, Reiter, Soldaten und Fußgänger bewegen sich über die Lombardsbrücke
- ein Junge und ein Mädchen spielen ein Ballspiel
- ein Mann angelt

Spieluhr-Gemälde sind besonders in Süddeutschland und Österreich verbreitet und in Norddeutschland kaum bekannt.
Zu festgesetzten Zeiten sonntags nachmittags führt Dario Barcalay, Sohn von Helmut Tüxen, die Uhr vor.

## Künstler
Maler, Spielwerkmacher, Uhrmacher, Gürtler und Rahmenhersteller haben bei der Entstehung des Werkes zusammengewirkt. Der Auftraggeber ist nicht bekannt. Nach der Restaurierung des Bildes hat Uhrmachermeister Helmut Tüxen auch 2012 die Uhrwerke instand gesetzt.